# Kawasaki Kentaro
Kentaro Kawasaki (sinh ngày 18 tháng 12 năm 1982) là một cầu thủ bóng đá người Nhật Bản.

## Sự nghiệp câu lạc bộ
Kentaro Kawasaki đã từng chơi cho Cerezo Osaka, Sagawa Express Osaka, Montedio Yamagata, Consadole Sapporo và Kataller Toyama.